# Битка при Негропонт
Битката при Негропонт се води през 1470 г. между флотите на Венеция и Османската империя.
Османците, водени от султан Мехмед II, обсаждат Негропонт (Евбея) и венецианците идват да го освободят. Все пак последните не успяват да пробият турската обсада.